# Proteoconcha nelsonensis
Proteoconcha nelsonensis is een mosselkreeftjessoort uit de familie van de Trachyleberididae. De wetenschappelijke naam van de soort is voor het eerst geldig gepubliceerd in 1967 door Grossman.